# Mahir Karić
Mahir Karić (Zenica, 14 dicembre 1986) è un ex calciatore bosniaco, di ruolo attaccante.

## Carriera
Ha giocato 13 partite nelle coppe continentali, tra cui 8 nella Coppa dell'AFC, 4 nei turni preliminari di Europa League ed una nella Coppa Intertoto, realizzando anche una rete in quest'ultima competizione.

## Palmarès

### Club

#### Competizioni nazionali
- Coppa di Bosnia: 1

Sarajevo: 2013-2014